# Burg Linz

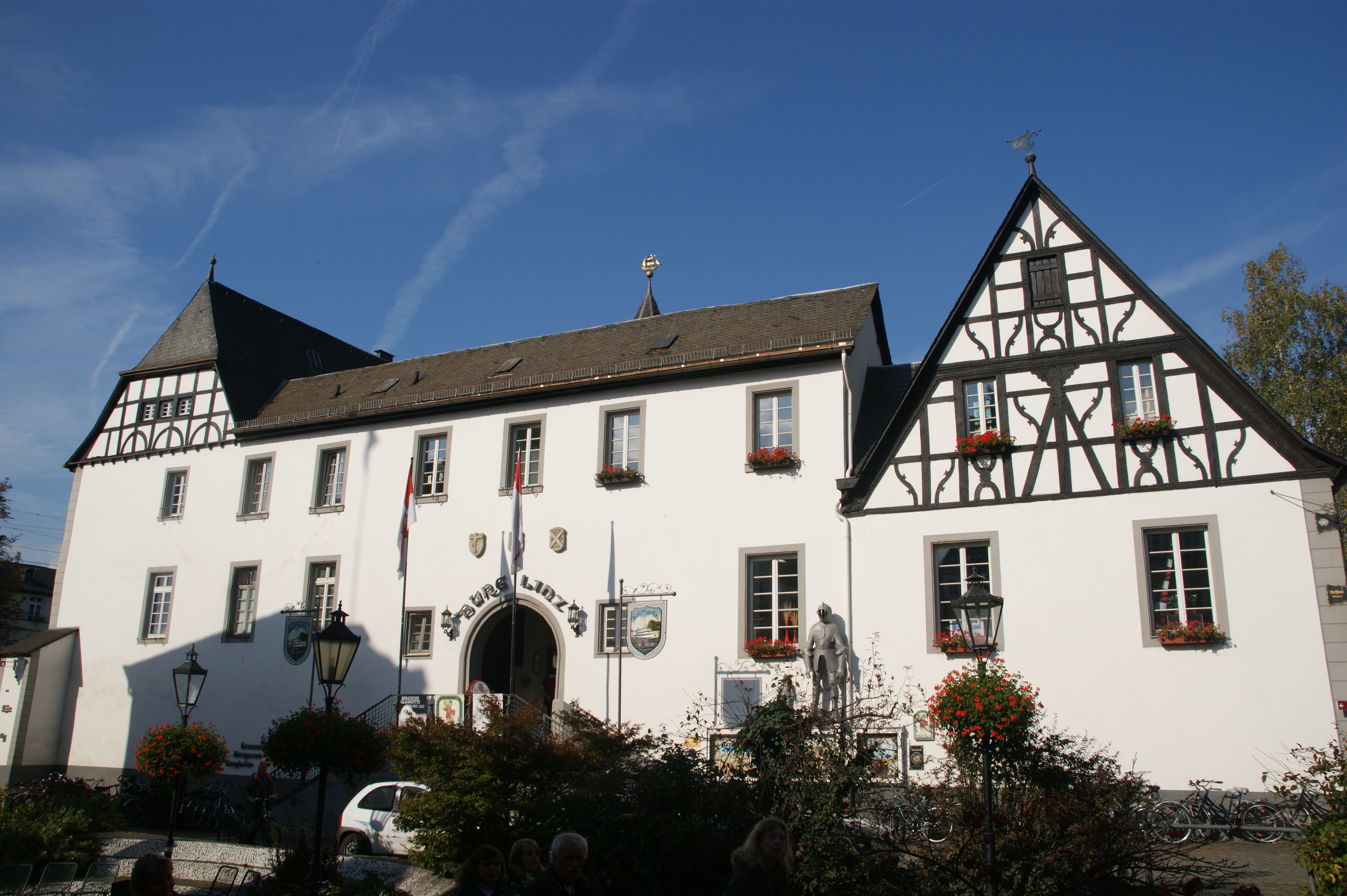
Burg Linz, Südseite

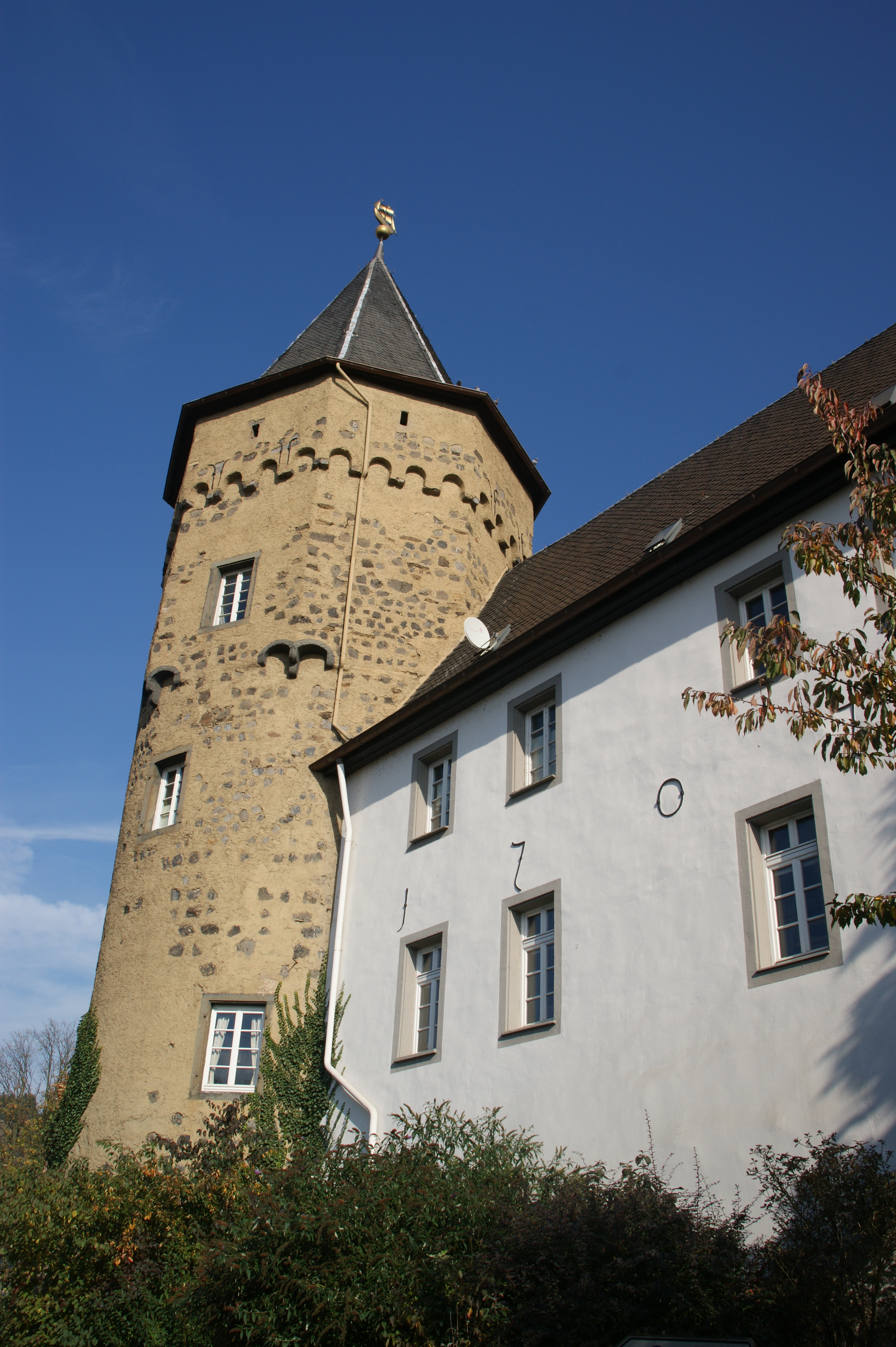
Burg Linz, Westseite

Die kurfürstliche Burg Linz, auch Erzbischöfliche Burg genannt, ist eine Stadtburg in Linz am Rhein im Norden von Rheinland-Pfalz. Sie wurde kurz nach Erteilung der Stadtrechte für Linz durch den Kurfürsten und Erzbischof zu Köln als Bollwerk seiner rechtsrheinischen Besitzungen (Trutzburg) und als Zollburg erbaut.

## Lage
Die Wasserburg liegt im Stadtgebiet von Linz am Rhein nördlich des aus der Stadtbefestigung erhalten gebliebenen „Rheintors“ in unmittelbarer Nähe des Rheins und der Bundesstraße 42, etwa auf der Hälfte zwischen Köln und Koblenz.

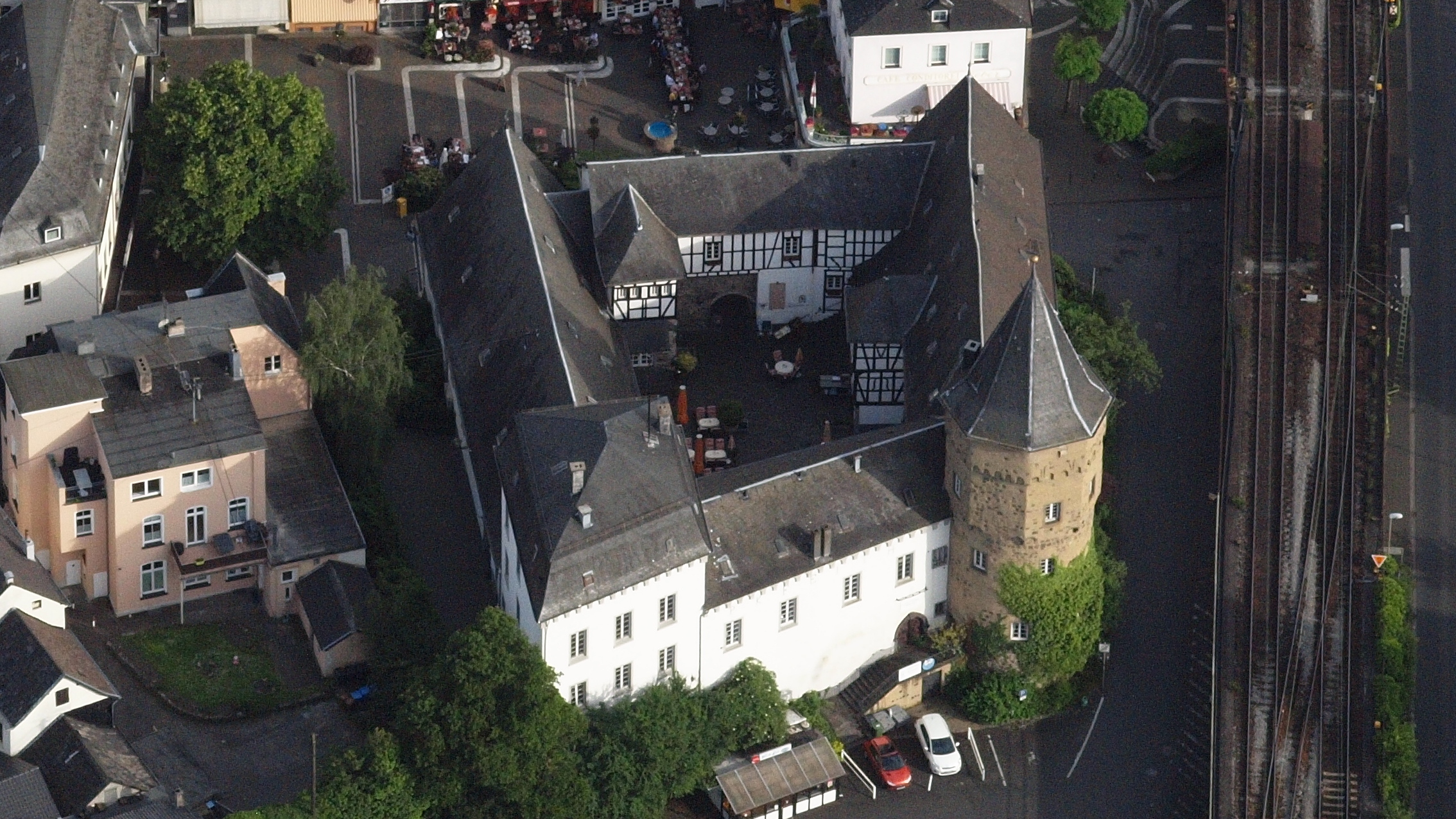
Burg Linz, Luftaufnahme (2014)

## Geschichte
Anfang der ersten Hälfte des 14. Jahrhunderts erhielt der Ort Linz, der bereits 874 urkundlich erwähnt wurde, durch den Kölner Erzbischof Heinrich von Virneburg in der Zeit zwischen 1304 und 1332 die Stadtrechte. Ein Nachfolger dieses Erzbischofs, Engelbert von der Mark, der zugleich Kurfürst von Köln war, begann wenige Jahre später (1365) mit dem Bau der Burg Linz. Wegen eines Aufstandes der Andernacher gegen den Kurfürsten im Jahr 1359 nahm der Landesherr Andernach das Zollrecht ab und verlegte es nach Linz. Der Bau der Burg kostete den Kurfürsten 30.000 kölnische Mark. Dieses Geld musste er sich borgen, was dazu führte, dass er nach der Fertigstellung der Burg diese für acht Jahre an das Erzstift Trier verpfändete.
Es ist anzunehmen, dass zunächst der Nordwestturm der Mauer als Bergfried mit einem Burghaus an der Westseite zur Burg vereinigt wurde. Erst nach und nach erweiterten zusätzliche Gebäude die Anlage. 1456 werden in einem Teilungsvertrag Torhaus, Burgtor mit Brücke, Brunnen, Gefängnis und Burgplatz mit Graben aufgelistet. Die Linzer Landesburg war Sitz des Amtmanns des kurkölnischen Amtes Linz, des Vertreters des Kurfürsten, und des Kellners, der die Steuern und Abgaben erhob und die kurfürstlichen Besitzungen und Einkünfte verwaltete.
Im Jahr 1475 wurde Linz durch kaiserliche Truppen im sogenannten „Neusser Krieg“ mehr als zwei Monate lang belagert, wobei die „starke Veste“ große Schäden hinnehmen musste.
Der Kölner Erzbischof Hermann V. von Wied suchte 1547 in der Linzer Burg Zuflucht und versuchte von hier aus vergeblich seine Exkommunikation und Amtsenthebung abzuwenden. Später zog er sich dann auf seine Stammburg Altwied zurück.
1707 verlegte der Kurfürst die Verwaltung des Kurkölnischen Oberamtes von der Feste Altenwied (bei Neustadt) nach Linz. Dazu wurde ein fast kompletter Neubau der Burg erforderlich. Von dem spätgotischen Bau blieben nur noch die Fundamente und der Nordwestturm erhalten. Vier Trakte umschlossen nun einen quadratischen Innenhof. Ein Wassergraben umgab die Burganlage auf der Süd- und Ostseite. Im 18. Jahrhundert wird die Burg auch „Schloss Linz“ genannt.
Als nach der Säkularisation 1803 fürstlich nassau-usingsche Verwaltungs- und Justizbeamte die Gebäude bezogen, bestand sie „aus dem Flügel dem Rhein zu, der zur Wohnung bestimmt ist; den Kelterhäusern und Fruchtböden, in welchen sich die Amtsstube und Repositur (Aktenarchiv) befinden, einer Remise, direkt gegenüber, die als Pferde- und Holzstall gebraucht wird und die Wohnung mit den Kelterhäusern in Verbindung setzt, sowie den Eingangstüren und einigen Anhängern, welche die vierte Seite schließen.“

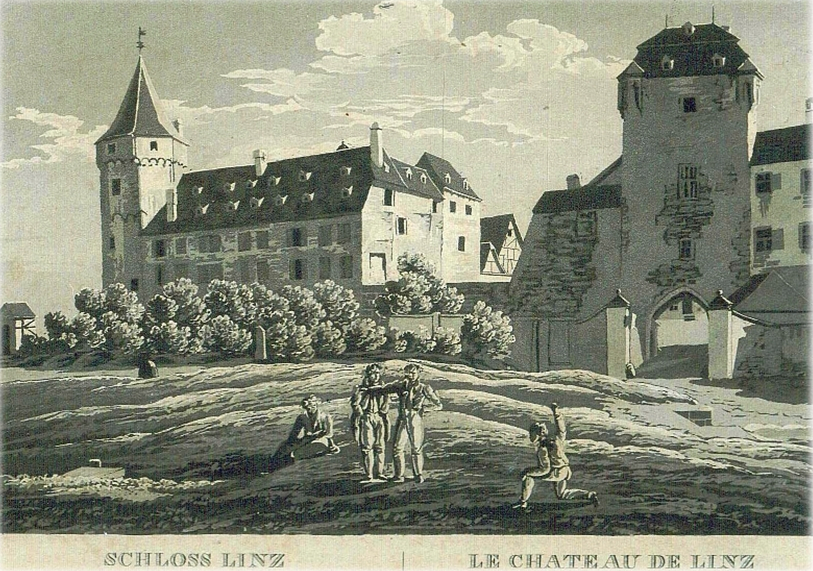
Burg Linz und Rheintor, vor 1835

Nachdem 1816 Linz an Preußen gefallen war, verlor das Schloss seine „landesherrliche Bedeutung“. Der preußische Fiskus verkaufte es 1821 für 4.050 Reichstaler an den Rheinzollbeseher Anton Feith. Den Graben überließ der Staat der Stadt, die ihn zuschüttete und daraus den „Burgplatz“ gestaltete. In der ersten Hälfte des 20. Jahrhunderts verfiel die „Feiths Burg“ mehr und mehr, 1951 ging sie in den Besitz der Stadt über, die darin zunächst Sozialwohnungen unterbrachte.
Im Jahr 1973 wurde bei einer Außenrenovierung das Fachwerk in den südlichen Giebelwänden freigelegt, 1985 verkaufte die Stadt die Burg. Die sich nun wieder in Privatbesitz befindende Burg wurde von den „neuen Burgherren“ einer umfassenden Renovierung unterzogen und galt über die Jahre als touristischer Anziehungspunkt mit Burggastronomie, Folterkammer und Glasbläserei. Inzwischen wurde diese Nutzung jedoch aufgegeben.

## Anlage
Die Burg Linz wurde in Stadtrandlage innerhalb der Stadtmauern im Nordwesten der Stadt gebaut und war Teil der Stadtbefestigung. Auch zur Stadt hin war sie mit Mauern und Wassergraben gesichert. Die Niederungsburg besteht aus vier Gebäudetrakten, die einen viereckigen Innenhof umschließen. Die zwei- und dreigeschossigen Flügel sind teilweise aus Fachwerk und wurden bis ins 19. Jahrhundert mehrfach umgebaut. Aus der Gründungszeit ist der in seinen beiden unteren Dritteln runde, im oberen Teil achtseitige Eckturm mit steiler gotischer Dachhaube erhalten. Vom Burgvorplatz aus ist von der ehemaligen Befestigung nichts mehr zu erkennen. Eine zweiläufige Treppe führt zum Südportal. Ein weiterer Eingang befindet sich im Ostflügel.

## Heutige Nutzung
- die Burg befindet sich in Privatbesitz und wird inzwischen nicht mehr touristisch genutzt.